# Palazzo Nobile
Il Palazzo Nobile è un palazzo storico di Napoli, situato in via Crispi.

## Storia
L'edificio nacque agli inizi del XVII secolo come grande palazzo suburbano della famiglia Orsini e lo si può ammirare nella veduta del Baratta del 1629. Nel 1647, alla morte della duchessa Felicia Maria Orsini, venne donato ai religiosi di Santa Maria in Portico che lo destinarono a noviziato, funzione che ancora assolveva nei primi decenni del XIX secolo, come testimonia una pianta disegnata da Antonio Niccolini nel 1817. Successivamente venne coinvolto nelle trasformazioni urbanistiche post-unitarie che portarono alla nascita del Rione Amedeo e del Parco Margherita. A occuparsi del suo rifacimento entro un vastissimo isolato compreso tra le attuali via Crispi e via Martucci fu (secondo lo storico locale Aurelio De Rose) l'architetto Errico Folinea. Completato nel 1876 (data incisa nel fermaportone all'ingresso su via Crispi), venne destinato ad albergo prima sotto la gestione di Giovanni Nobile e poi sotto quella dell'imprenditore svizzero Alfred Hauser. Nella parte bassa dell'edificio,  l'antico refettorio del noviziato a partire dal 1880 venne trasformato in sala da concerti,  diventando la sede  della Società del Quartetto diretta da Giuseppe Martucci.   A partire dagli inizi del XX secolo cominciò la sua trasformazione a condominio privato, ospitando però la sede della Compagnia degli Illusi (che ebbe come presidente onorario Benedetto Croce) e in seguito anche due sale cinematografiche (il "Cinema Amedeo" e l' "Ambasciatori"). In uno degli appartamenti ci visse il tre volte sindaco di Napoli Ferdinando Del Carretto di Novello.

## Descrizione
L'edificio, di cinque piani e in stile neorinascimentale, presenta una pianta irregolare con il prospetto posteriore (visibile da via Martucci) che costituisce un'estesissima cortina, al contrario del prospetto principale su via Crispi. L'imponente portale d’ingresso su via Crispi è retto da colonne ioniche, affiancato da paraste e sormontato da una trabeazione a triglifi e dalla sovrastante balconata del piano nobile. Internamente possiede due ampi cortili alberati di cui uno quadrato e uno a forma di C. Degli elementi che rimandano al suo passato da albergo di lusso sono le pensiline dalle vetrate policrome collocate al cospetto di ogni corpo scala del palazzo.